# Jasionno
Jasionno (niem. Eschenhorst) – wieś w Polsce, położona w województwie warmińsko-mazurskim, w powiecie elbląskim, w gminie Gronowo Elbląskie, na obszarze Żuław Elbląskich.
W latach 1975–1998 miejscowość należała administracyjnie do województwa elbląskiego.
W miejscowości jest przystanek kolejowy Jasionno.
12 listopada 1946 r. nadano miejscowości polską nazwę Jasionno. 

## Zabytki
- Pozostałości cmentarza mennonickiego[5].